# Perissus ogasawarensis
Perissus ogasawarensis là một loài bọ cánh cứng trong họ Cerambycidae.